# Детки в клетке (сборник стихов)
«Детки в клетке» — сборник стихов С. Я. Маршака, впервые опубликованный в 1923 году. Первая или одна из первых детских книг Маршака, до этого печатавшего лирические стихи и переводы, а также сочинявшего пьесы для театров юного зрителя.

## История

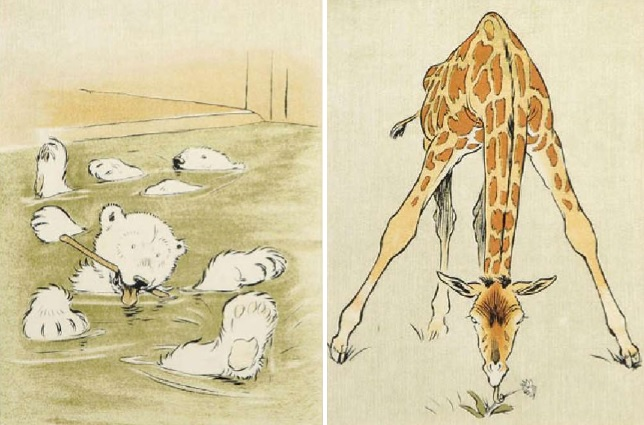
Иллюстрации из книги «Zoo Babies» Сесиля Олдина

Как рассказывает Корней Чуковский, его секретарша Мария Рыжкина, публиковавшаяся под псевдонимом Памбэ, нашла английскую книгу с иллюстрациями зверей, сделала её перевод и попросила Чуковского отнести книгу в издательство. Это была «Zoo Babies» Сесиля Олдина. Маршак увидел книгу в издательстве «Радуга», возглавлявшемся Л. М. Клячко, и написал к иллюстрациям стихотворные подписи. В итоге в 1923 году книга под названием «Детки в клетке» вышла со стихами Маршака, а не с переводами Памбэ. «Детки в клетке» стали книгой, с которой поэт начал путь в детскую литературу. В то же время неэтичный по отношению к Памбэ поступок и другие проявления «хищничества» Маршака привели, по мнению Чуковского, к разрыву между Маршаком и Б. Житковым и едва не заставили последнего выступить с обвинениями на Съезде детских писателей.
«Детки в клетке» имели огромный успех. Книга много раз переиздавалась всё той же «Радугой», в 1931 году вышло уже девятое издание. Первые несколько изданий выходили с картинками Олдина, однако в 1930-е годы иллюстрированием «Деток» занялись советские художники.
Так, в 1935 году, уже в ОГИЗе, вышла книга с рисунками Е. И. Чарушина. Впоследствии иллюстрации Чарушина постоянно тиражировались в новых изданиях, а в 1965 году художник обновил их. Обновлённые картинки стали последней работой Чарушина, скончавшегося в феврале 1965 года, за них, по утверждениям в ряде публикаций, художник посмертно получил золотую медаль на IV Международной выставке детской книги в Лейпциге. Другим художником, чьи иллюстрации вошли во множество изданий «Деток», был В. В. Лебедев.
Текст стихотворений неоднократно менялся автором. С. Я. Маршак писал в 1946 году: книга «постепенно совершенствовалась, и только текст последних изданий я считаю вполне законченным».

## Содержание
Состав книг менялся от издания к изданию. В первой публикации были следующие стихотворения:
- 3оологический сад
- Зебра
- Верблюд
- Львёнок
- Белые медведи
- Шимпанзе
- Слон
- Львёнок
- Королевский пингвин
- Медведь
- Жираф
- Пингвины
- Кенгуру
- Страус
- Эскимосская собака
- Слон
- Львица
- Гиена
- Тигренок
- Собака Динго
- Шакал
- Кенгуру
- Антилопа Куду
- Ибис

Впоследствии Маршак не только менял текст, а иногда и героев стихов (так, ибис становился то гусёнком, то лебедёнком), но и добавлял в цикл новые стихотворения и забраковывал прежние. «Шакал» и «Гиена» были повторно включены в состав сборника уже после смерти поэта, сам Маршак не считал их подходящими.

## Издания
- 1923, 1-е издание, «Радуга», Петроград, Москва. Художник С. Олдин.
- 1925, 3-е издание, «Радуга». Художник С. Олдин. 24 стр., тираж 7 000 экз.
- 1927, 5-е издание, «Радуга». Художник С. Олдин
- 1928, 6-е издание, Госиздат, Москва
- 1929, 7-е издание, «Радуга» или «Государственное издательство». Художник С. Олдин. 22 стр., тираж 1 0000 экз.
- 1935, ОГИЗ, Ленинград. Художник Е. Чарушин. 22 стр., тираж 500 000 экз.
- 1935, Детгиз, Москва, Ленинград. Художник Е. Чарушин. 22 стр., тираж 300 000 экз.
- 1938, (под заглавием «Мой зоосад»), Детиздат, Москва. Художник Е. Чарушин. 16 стр., тираж 500 300 экз
- 1940, (под заглавием «Мой зоосад»), Детиздат, Москва. Художник Е. Чарушин. 16 стр., тираж 400 000 экз
- 1940, (под заглавием «Мой зоосад»), Детиздат, Москва, Ленинград. Художник Е. Чарушин. 16 стр.
- 1947, Детгиз, Москва, Ленинград. Художник Е. Чарушин. 24 стр., тираж 50 000 экз.
- 1948, Детгиз, Москва, Ленинград. Художник В. Лебедев. 23 стр., тираж 100 000 экз.
- 1952, Детгиз, Москва, Ленинград. Художник В. Лебедев. 16 стр., тираж 500 000 экз.
- 1953, Детгиз, Москва, Ленинград. Художник Е. Чарушин. 24 стр., тираж 300 000 экз.
- 1955, Ставропольское книжное изд-во. Художник А. Свищев. 28 стр., тираж 400 000 экз.
- 1957, Москва
- 1961, Детгиз, Москва. Художник В. Лебедев. 16 стр., тираж 500 000 экз.
- 1963, «Малыш». Художник В. Гальдяев. 28 стр., тираж 200 000 экз.
- 1964, «Детская литература», Москва. Художник Е. Чарушин. 28 стр., тираж 300 000 экз.